# 以色列襲擊聯黎部隊拉米亞哨所事件
當地時間2024年10月13日，2輛以色列國防軍的梅卡瓦主戰坦克摧毀聯合國駐黎巴嫩臨時部隊（簡稱聯黎部隊）在黎巴嫩拉米亞的駐地主入口，並強行闖入該區域。幾個小時後，以軍在附近開火，導致15名聯黎部隊維和人員受傷。

## 背景
事件前發生的一週，以色列部隊多次對聯黎維和部隊所在區域開火。10月10日的襲擊導致5名維和人員受傷，其中包括2名印尼士兵，10月11日的襲擊中又有2名斯里蘭卡士兵受傷。法國、意大利和西班牙發表聯合聲明譴責以色列的行為，斯里蘭卡也強烈譴責針對其士兵的攻擊。美國總統祖·拜登則表示，他「強烈敦促」以色列停止對聯黎維和人員的襲擊。包括40個參與聯黎部隊的國家也強烈譴責以色列針對維和部隊的攻擊行動。
事件發生前幾個小時，以色列總理本雅明·內塔尼亞胡呼籲聯黎維和部隊遵守以色列的撤離命令，並立即撤出黎巴嫩，稱他們是黎巴嫩武裝政治組織真主黨的「人盾」。以色列國防軍經常宣稱真主黨在聯黎維和人員附近活動，但未提供任何證據。聯黎部隊擁有來自50個國家的10000名維和人員，至今仍拒絕以色列要求撤出黎巴嫩南部29個據點的請求。

## 襲擊
根據聯黎部隊的報告，當地時間2024年10月13日凌晨，三個以軍排越過藍線進入黎巴嫩境內。大約在凌晨4:30，2輛以色列國防軍梅卡瓦主戰坦克摧毀位於拉米亞的聯黎駐地主入口，並強行進入該駐地。約兩小時後，當坦克撤出後，以色列部隊在距駐地100米處發射數輪炮彈，導致營地內濃煙四起。濃煙引發15名聯黎維和人員皮膚刺激和胃腸不適，即便佩戴防毒面具，他們仍出現異常症狀，並因此需要接受治療。
以色列國防軍對此事提供不同的說法，聲稱共有25名士兵受傷，其中兩人「重傷」，是因為遭到真主黨的反坦克導彈攻擊。以軍表示，他們發射煙霧彈以協助撤離受傷士兵，並聲稱已「持續與聯黎部隊保持聯繫」。

## 反應
事件發生後，聯黎部隊表示，「這是我們在四天內第四次提醒以色列國防軍和其他相關行動方，必須確保聯合國人員和財產的安全，並始終尊重聯合國駐地的不可侵犯性。」聯黎部隊還要求以色列國防軍解釋其所稱的「嚴重違規行為」。聯合國秘書長安東尼奧·古特雷斯警告，對聯黎維和部隊的任何襲擊都可能構成戰爭罪。